# イットウダイ
イットウダイ（一等鯛・一刀鯛、学名：Sargocentron spinosissimum) はキンメダイ目イットウダイ科に属する魚類の一種。カノコウオとも呼ばれる。

## 生態
南日本の太平洋沿岸〜台湾に分布しているが、ハワイからも報告が上がっている。やや深い岩礁域に生息している。夜行性で、底生生物を捕食している。

## 形態
体長25cm。赤い体色に9〜10本の白い縦縞がある。頭部には1本の白い横縞がある。側線有孔鱗数は35〜38である。鰓蓋の後方に1本の棘があり、これが「一刀鯛」の名前の由来とされる。鱗が非常に硬い。

## 人間との関係
鱗が非常に固く、調理しにくいが食用になる。